# Richard Wielebinski
Richard Wielebinski (* 12. Februar 1936 in Pleszew, Polen) ist ein Polen geborener australischer Radioastronom. Er ist emeritierter Direktor des Max-Planck-Institut für Radioastronomie (MPIfR) sowie Autor und Herausgeber von Fachpublikationen zu Themen aus den Bereichen Radiokontinuum, Pulsare, Clustergalaxien sowie galaktische und intergalaktische Magnetfelder.

## Leben und Wirken
Wielebinski wurde drei Jahre vor dem Überfall der Deutschen in Polen geboren. Sein Vater unterrichtete Mathematik und Buchführung an einer Berufsschule, seine Mutter war Grundschullehrerin. Die Familie wurde 1939 aus ihrer Heimat in der Provinz Posen vertrieben und verbrachte zehn Jahre in Lagern in dem von Deutschland zum Generalgouvernement erklärten Gebiet Polens. 1949 endeten sie schließlich in einem Lager für „displaced Persons“ in der britischen Zone und wanderten nach Australien aus. Damit Richard Wielebinski als damals 14-jähriger Einwanderer nicht gemäß den damaligen Bestimmungen umgehend zur Aufnahme einer Arbeit gezwungen würde, wählten seine Eltern ein Gebiet aus, in dem die Schulpflicht bis zum 16. Lebensjahr reichte. Die Eltern fanden Arbeit auf der im Süden Australiens gelegenen Insel Tasmanien. So konnte Wielebinski schließlich als 14-Jähriger in Hobart eingeschult werden. Anschließend studierte er auch dort, ab 1960 im Cavendish-Laboratorium in Cambridge bei seinem Doktorvater, dem Astronomen Martin Ryle. Von 1963 bis 1969 forschte und lehrte er an der Universität Sydney.
Im Jahr 1969 wurde er zum Direktor des Max-Planck-Institut für Radioastronomie in Bonn berufen, wo sich das 100-Meter-Radioteleskop Effelsberg, Eifel im Bau befand, das für 30 Jahre das weltweit größte voll bewegliche Radioteleskop bleiben sollte. Nach der Fertigstellung im Jahr 1972 verlagerte sich das anfänglich hohe Interesse an Pulsaren in Richtung der Messung von Magnetfeldern und Polarisationen bei Wellenlängen im Zentimeter-Bereich. Durch kontinuierliche Verbesserungen an den Empfängern konnten fortlaufend präzisere Ergebnisse bei immer kürzeren Wellenlängen erreicht werden. Durch die rechner-gestützte VLBI-Korrelation mit Ergebnissen der Very-Large-Array-Teleskopanlage (VLA) in New Mexico, USA (bestehend aus 27 Parabolantennen) konnten Radiokarten erzeugt werden, deren Genauigkeit an zuvor kaum vorstellbare Größenordnungen heranreichte.
Doch für die aufgrund der Ergebnisse interessanter werdenden Messungen im Submillimeter-Bereich war das Radioteleskop Effelsberg nicht optimal ausgelegt. Als die Planung eines 30-Meter-Teleskops für Submillimeter-Beobachtungen in Deutschland nicht umgesetzt werden konnte, setzte sich Richard Wielebinski erfolgreich dafür ein, dass das MPIfR gemeinsam mit der französischen Centre national de la recherche scientifique (CNRS) 1979 in Grenoble das Institut für Radioastronomie im Millimeterbereich (IRAM) gegründete. IRAM realisierte und betreibt südlich von Grenoble fünf Parabolantennen (Plateau de Bure) sowie in das 30-m-Teleskop in Spanien (Pico Veleta). Ein weiteres Teleskop in den USA (Heinrich-Hertz-Teleskop auf Mount Graham) betrieb das MPIfR gemeinsam mit der University of Arizona für Beobachtungen in diesen Wellenbereichen. Da diese Instrumente besonders empfindlich auf Wasserdampf in der Atmosphäre reagieren, befinden sich alle auf Bergen in Höhen zwischen 2500 und 3400 Meter.
In den 80er Jahren verstärkten sich die ohnehin schon großen internationalen Verflechtungen der Radioastronomie weiter und Richard Wielebinski übernahm für sechs Jahre den Vorsitz und Vize-Vorsitz der Kommission Radioastronomie bei dem Weltdachverband International Union of Radio Science (U.R.S.I.). Danach wandte er sich mehr und mehr seinen originären Forschungsthemen zu: Magnetfelder im Universum sowie Staub und Gas in Galaxien. Neben der bestehenden MPI-Arbeitsgruppe für Pulsare wurde die von ihm geleitete Forschungsgruppe für Magnetfelder aufgebaut, die noch heute zu den weltweit führenden in diesem Spezialgebiet gezählt wird.
2004 emeritierte Richard Wielebinski als Direktor des MPIfR, blieb aber sowohl dem Institut als auch seinem Fachgebiet nahe und ist derzeit mit der internationalen Zusammenarbeit der Radioastronomie beschäftigt, insbesondere durch seine Forschungsprofessur in China. Daneben beschäftigt er sich noch als Mitglied einer IAU-Arbeitsgruppe mit der Geschichte der Radioastronomie, die er aus eigener Anschauung seit fast 50 Jahren kennt.

## Auszeichnungen
- Karl Schwarzschil Medal, Astronomische Gesellschaft, 2017
- Doctor honoris causa, Uniwersytet Zielonogorski, 2014
- Adjunct Professor, University of Southern Queensland, Toowoomba Australien, 2014
- Adjunct Professor, James Cook University, Townsville, Australien, 2008
- Ehrendoktor der Universität Tasmanien, Hobart, 2008
- Ehrendoktor der Jagiellonen-Universität, Krakau, 2007
- Academico Correspondiente, Academia de Ciencias, Granada, 2006
- Forschungsprofessur der Akademie der Wissenschaft, China, 2004
- Mitglied der American Association for the Advancement of Science, 2001
- N. Copernicus-Preis der polnischen Akademie Umiejetnosci, PAU, Kraków, 1995
- Mitglied der New York Academy of Sciences, 1995
- Ehrendoktor der Nikolaus-Kopernikus-Universität Toruń, 1993
- Max-Planck-Forschungspreis (gemeinsam mit John Bartlett Whiteoak), 1992
- Ausländisches Mitglied der Polnischen Akademie der Wissenschaften, PAN, Polen, 1991
- Abdruck einer Pulsarlinie auf australischen Banknoten

## Bücher als Herausgeber
- Cosmic Magnetic Fields, mit Rainer Beck. Springer-Verlag, 2005
- The Magnetized Interstellar Medium, mit Bülent Uyaniker und Wolfgang Reich. Copernicus, 2004
- Radio Studies of Galactic Objects, Galaxies and AGNs, mit J.L. Han, X.H. Sun, J. Yang. In: Acta Astronomica Sinica Supplement, vol. 44, 2003
- Pulsar Astronomy – 2000 and Beyond, mit M. Kramer und N.Wex. Astronomical Society of Pacific, Conference Series 2000
- Galactic and Intergalactic Magnetic Fields, mit R. Beck und P. P. Kronberg. Springer-Verlag, 1990
- Pulsars – 13 Years of Research on Neutron Stars, mit W. Sieber. Kluwer Academic Publishers, 1981
- Structure and Properties of Nearby Galaxies, mit Elly M. Berkhuijsen. Springer-Verlag, 1978